# Greg Parks
Gregory Parks (* 25. März 1967 in Edmonton, Alberta; † 16. Juni 2015 ebenda) war ein kanadischer Eishockeyspieler, -trainer und -funktionär, der in seiner aktiven Zeit von 1983 bis 2004 unter anderem für die New York Islanders in der National Hockey League sowie den Krefelder EV in der Deutschen Eishockey Liga spielte.

## Karriere
Greg Parks begann seine Karriere als Eishockeyspieler bei den Alberta Saints, für die er von 1983 bis 1985 in der Alberta Junior Hockey League aktiv war. In der Saison 1984/85 wurde er zum wertvollsten Spieler der AJHL gewählt. Von 1985 bis 1989 besuchte er die Bowling Green State University, für deren Eishockeymannschaft er parallel zu seinem Studium in der Central Collegiate Hockey Association spielte. Mit seiner Universitätsmannschaft gewann er 1987 die Meisterschaft der CCHA. Die Saison 1989/90 begann der Center bei Kärpät Oulu in der I-divisioona, der zweiten finnischen Spielklasse, und beendete sie bei den Johnstown Chiefs aus der ECHL sowie den Springfield Indians aus der American Hockey League. Mit Springfield gewann er auf Anhieb den Calder Cup. Im August 1990 unterschrieb er einen Vertrag als Free Agent bei den New York Islanders, bei denen er sich jedoch nicht durchsetzen konnte. Innerhalb von drei Jahren absolvierte er nur insgesamt 25 Spiele für die Islanders in der National Hockey League. Während seiner ersten beiden Jahre bei den New York Islanders lief er parallel für deren Farmteam Capital District Islanders aus der AHL auf.
Von 1992 bis 1994 spielte Parks überwiegend für Leksands IF in der Elitserien, der höchsten schwedischen Spielklasse. Die Saison 1994/95 verbrachte er beim Krefelder EV in der neu gegründeten Deutschen Eishockey Liga. Für die Rheinländer bestritt er jedoch nur insgesamt elf Spiele, in denen er zwei Tore und sieben Vorlagen erzielte. Zur Saison 1995/96 schloss sich der Kanadier Brynäs IF aus der Elitserien an. Von 1996 bis 1999 stand er beim SC Langnau unter Vertrag. Mit den Schweizern erreichte er nach zwei Jahren in der zweitklassigen Nationalliga B 1998 den Aufstieg in die Nationalliga A. Zur Saison 1999/2000 kehrte der Olympiateilnehmer von 1994 zu Leksands IF in die Elitserien zurück. Nach eineinhalb Jahren wechselte er innerhalb der Saison 2000/01 zu Fribourg-Gottéron aus der NLA. Während der Saison 2001/02 stand er für IF Björklöven in der zweiten schwedischen Spielklasse, der Allsvenskan, auf dem Eis. Mit der Mannschaft scheiterte er erst in der Kvalserien am Aufstieg in die Elitserien. Zuletzt trat er von 2002 bis 2004 für die Ōji Eagles in der Japan Ice Hockey League an. Mit den Japanern nahm er in der Saison 2003/04 zudem am Spielbetrieb der erstmals ausgetragenen multinationalen Asia League Ice Hockey teil.
Von 2010 bis 2012 war er als Cheftrainer und General Manager für die St. Albert Steel aus der Alberta Junior Hockey League tätig. Seit der Saison 2012/13 war er GM und Director of Hockey Operations bei den Whitecourt Wolverines, ebenfalls in der AJHL.

### International
Für Kanada nahm Parks an den Olympischen Winterspielen 1994 in Lillehammer teil, bei denen er mit seiner Mannschaft die Silbermedaille gewann.

## Erfolge und Auszeichnungen
- 1985 Wertvollster Spieler der AJHL
- 1987 CCHA-Meisterschaft mit der Bowling Green State University
- 1989 CCHA First All-Star Team
- 1989 NCAA West First All-American Team
- 1990 Calder-Cup-Gewinn mit den Springfield Indians
- 1996 Spengler-Cup-Gewinn mit dem Team Canada
- 1998 NLB-Meister und Aufstieg in die NLA mit SC Langnau

### International
- 1994 Silbermedaille bei den Olympischen Winterspielen